# Municipio de Conewango
El municipio de Conewango (en inglés: Conewango Township) es un municipio ubicado en el condado de Warren en el estado estadounidense de Pensilvania. En el año 2000 tenía una población de 3,915 habitantes y una densidad poblacional de 50 personas por km².

## Geografía
El municipio de Conewango se encuentra ubicado en las coordenadas 41°52′00″N 79°15′14″O / 41.86667, -79.25389.

## Demografía
Según la Oficina del Censo en 2000 los ingresos medios por hogar en la localidad eran de $42,690 y los ingresos medios por familia eran $48,818. Los hombres tenían unos ingresos medios de $36,230 frente a los $21,463 para las mujeres. La renta per cápita para la localidad era de $18,823. Alrededor del 6,9% de la población estaban por debajo del umbral de pobreza.